# باري لونش
باري لونش (بالإنجليزية: Barrie Lynch)‏ (8 يونيو 1951 في المملكة المتحدة - ) هو لاعب كرة قدم بريطاني في مركز الظهير. لعب مع أستون فيلا وأولدهام أثلتيك وبورتلاند تيمبرز وأتلانتا تشيفز.